# 斯特靈站
斯特靈站（英語：Stirling railway station）是英國蘇格蘭城市斯特靈的一座火車站。斯特靈的首條鐵路是在1848年通車的。現在的車站則開業於1916年。2013年，斯特靈車站舉辦了100週年展。